# Reyersova věž

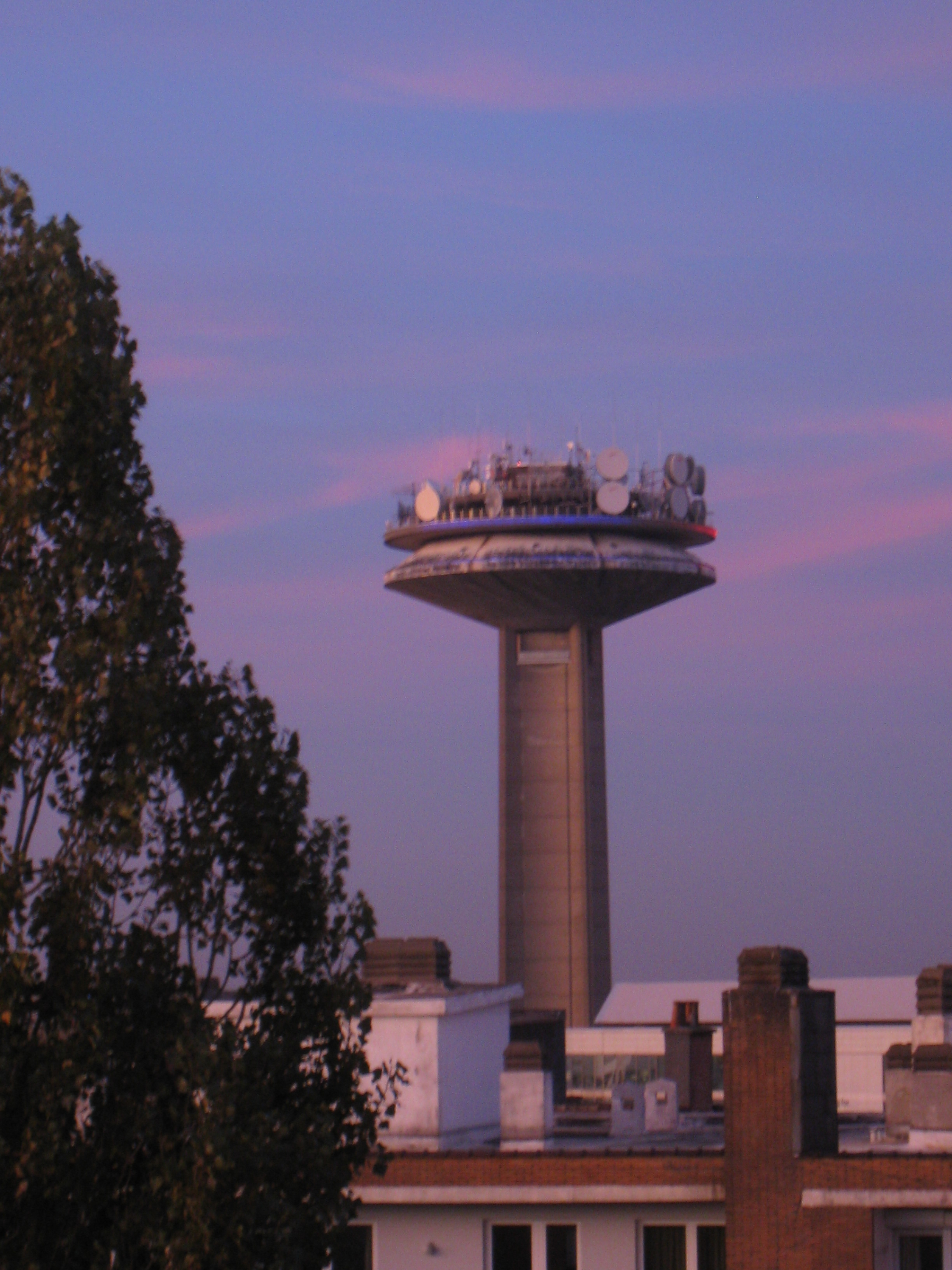
Pohled na věž

Reyersova věž (francouzsky Tour Reyers, nizozemsky Reyerstoren) je telekomunikační věž, která se nachází na východě bruselského regionu, vedle Reyersova bulváru a sídla frankofonní a vlámské televize. Věž se nachází na území obce Schaerbeek.
Před dokončením tohoto vysílače sloužil pro šíření televizního a radiového signálu Palác Flagey, nacházející se v jižní části belgické metropole. Plány na zbudování nové, modernější věže a nového zázemí pro státní televizi a rozhlas se objevily v roce 1963. Následně proběhla soutěž na novou věž, v rámci které bylo představeno celkem 5 návrhů. 
Věž byla dokončena v roce 1979 a tvoří ji mohutný betonový sloup, jehož výška činí 70 metrů. Na jejím vrcholu je umístěn talíř s průměrem 34 m. Talíř byl nejprve sestaven na zemi a poté při dokončení věže vyzdvižen do výšky několika desítek metrů. Spolu s talířem a anténami má věž výšku 89 metrů.